# Apparato centrale elettrico a leve di itinerario
L'apparato centrale elettrico a leve di itinerario, indicato con la sigla ACELI, è un tipo di apparato centrale che utilizza la corrente elettrica per la manovra di scambi e segnali. Si differenzia dall'apparato centrale elettrico a leve individuali perché la funzione di manovra e controllo degli enti del piazzale (segnali, deviatoi, circuiti di binario, passaggi a livello) è accorpata in un'unica leva: con l'azionamento di una sola leva si ottiene la costruzione dell'itinerario che un treno dovrà percorrere.

## Caratteristiche
L'apparato può considerarsi come un impianto intermedio tra un ACE e un ACEI, di cui di fatto costituisce l'antenato. Si introduce con l'ACELI il concetto di itinerario, ossia l'insieme degli enti di un piazzale che compongono il percorso di un treno all'interno di una località di servizio, caratteristica peculiare degli impianti ACEI. Il vincolo che assicura il bloccamento dell'itinerario rimane però di tipo elettromeccanico, come nel caso degli impianti ACE.